# Michèle Peyron
Pour les articles homonymes, voir Peyron.
Michèle Peyron, née le 22 juillet 1961 à Nîmes (Gard), est une femme politique française.
Membre de La République en marche, devenue Renaissance en 2022, elle est députée de la 9e circonscription de Seine-et-Marne de 2017 à 2024.

## Biographie
Diplômée du brevet des collèges, elle suit une formation d'attachée de direction à l'IFOCOP Paris, pendant une année. 
En mai 1978, elle commence à travailler comme assistante administrative à Champigny-sur-Marne. Grâce à une formation professionnelle tout au long de sa carrière, elle occupe par intermittence les fonctions de comptable, gestionnaire d'entreprise et responsable des ressources humaines, dans le secteur privé et principalement dans le bâtiment.
Dans le cadre du débat sur l'extension de la couverture vaccinale en 2017, elle témoigne de son expérience personnelle de la perte d'un enfant à la naissance en 1986 faute de vaccination préalable de sa part.

## Carrière politique
Michèle Peyron s'engage au sein d'En marche au moment de sa fondation, en avril 2016, en occupant à partir de septembre la fonction d'animatrice du comité de Brie-Comte-Robert (Seine-et-Marne), jusqu'en juin 2017. 
Elle est élue députée dans la neuvième circonscription de Seine-et-Marne lors des élections législatives de 2017 sous les couleurs de La République en marche,, battant au second tour le député sortant, Guy Geoffroy (Les Républicains), avec 54,21 % des voix.
En 2021, elle se présente aux élections départementales dans le canton de Pontault-Combault aux côtés de Jonathan Zerdoun, première adjoint au maire de Roissy-en-Brie.
En mai 2022, elle est candidate aux élections législatives dans la 9e circonscription de Seine-et-Marne, pour effectuer un nouveau mandat de député et gagne avec 52,63 % (17 454 voix) devant Pascal Novais, candidat LFI (15 709 voix).

## Missions pour le groupe G5 Sahel
Elle est membre du groupe G5 Sahel depuis mai 2018 et a dans ce cadre effectué plusieurs missions au Niger, en Mauritanie, au Rwanda et au Togo.